# 대한민국 헌법 제16조
대한민국 헌법 제16조는 주거의 자유와 제한될 조건을 명시한 대한민국 헌법의 조항이다.

## 본문
모든 국민은 주거의 자유를 침해받지 아니한다. 주거에 대한 압수나 수색을 할 때에는 검사의 신청에 의하여 법관이 발부한 영장을 제시하여야 한다.

## 해설

### 주거의 자유 제한
민사소송법, 형사소송법, 마약법, 관세법, 조세범처벌절차법에 의해 제한될 수 있다.

## 참조조문

### 국가안전보장 등에 의한 제한
37조 ② 국민의 모든 자유와 권리는 국가안전보장·질서유지 또는 공공복리를 위하여 필요한 경우에 한하여 법률로써 제한할 수 있으며, 제한하는 경우에도 자유와 권리의 본질적인 내용을 침해할 수 없다.

## 내용
- 주거의 자유

## 참고문헌
- 장석권. (1981, 11). 헌법 프라이버시의 권리와 우리 헌법 제16조와의 관계. 고시계, 26(12), 48-56.

## 같이 보기
- 대한민국 헌법 제12조
- 주거침입죄
- 도청